# Chima Akas
Chima Akas Uche, född den 3 maj 1994 i Ibadan, Nigeria, är en nigeriansk fotbollsspelare (försvarare) som spelar för Khaitan.

## Karriär

### I klubblag
Efter att ha blivit uttagen till det nigerianska landslaget när han spelade för den inhemska klubben Sharks FC blev han föremål för bud från både Enyimba och Akwa United. Efter att ha blivit erbjuden mer pengar av Akwa skrev han på ett kontrakt och presenterades av klubben. Men transfern avbröts och istället skrev Akas på för Enyimba i mars 2016. Han blev i juli samma år utsedd till lagkapten för den nigerianska ligans (NPFL) All Star-lag och spelade där i matcher mot Málaga och Valencia.

#### Till Sverige
I januari 2018 skrev Akas på ett kontrakt gällande för 3 år med den svenska klubben Kalmar FF.

### Portugal
I augusti 2019 värvades Akas av portugisiska Belenenses SAD. I december 2022 meddelade Belenenses att Akas från och med januari 2023 var klar för spel i klubben.

### I landslag
Akas gjorde sin landslagsdebut i en 0–1-förlust mot Elfenbenskusten i en träningsmatch i januari 2015. Han var sedan lagkapten i kvalet till 2016 års Afrikanska mästerskap (enbart för spelare i de afrikanska inhemska ligorna) och behöll också kaptensbindeln under hela mästerskapet.

### Webbsidor
- Chima Akas på Soccerway (engelska)
- Chima Akas på transfermarkt.com